# 西安路駅
西安路駅（せいあんろ-えき）は、中華人民共和国遼寧省大連市沙河口区に位置する大連地下鉄1号線および2号線の駅である。

## 駅構造
- 島式ホーム1面2線の地下駅。

## 駅周辺
- 西安路

## 歴史
- 2015年5月22日 - 2号線が開業。
- 2015年10月30日 - 1号線が開業[1]。

## 隣の駅
大連公交客運集団有限公司
■大連地下鉄1号線
富国街駅 - 西安路駅 - 興工街駅
■大連地下鉄2号線
交通大学駅 - 西安路駅 - 聯合路駅